# 哈斯坦 (密蘇里州)
哈斯坦（英語：Hastain）是位於美國密蘇里州本頓縣的非建制地區。

## 歷史
哈斯坦的郵局於1884年設立，其後於1951年停運。

## 地理
哈斯坦所處的海拔為高於海平面209米（即686英呎），而該地所採用的時區為UTC-6，即北美中部時區（CST）。同時該地設有夏令時間，為UTC-6調快一小時，即UTC-5（CDT）。